# 永峰唯一
永峰 唯一（ながみね ただかず、生没年不詳）は、日本の実業家、三越銀座店元支店長、三越新宿店元支店長。

## 人物・経歴
立教大学に入学し、1931年（昭和6年）、同大学商科（現・経済学部、経営学部）を卒業。
三越に入社。戦後になり、三越銀座店支店長、三越新宿店支店長を歴任する。
1951年（昭和26年）には、母校である立教大学校友会の参興を、同じく銀座に店を構える木村栄一（木村屋總本店社長）らとともに務めた。

## 著作
- 『百貨店からみた商品の売行き 永峰唯一／19』国立国会図書館,中小企業情報1（5）,中小企業庁,1949年6月